# Ammoniumperchlorat-Verbundtreibstoff
Ammoniumperchlorat-Verbundtreibstoff (englisch Ammonium Perchlorate Composite Propellant, APCP) ist eine Sammelbezeichnung für eine Gruppe von Treibstoffen, die vorrangig in Feststoffraketenmotoren (z. B. Booster) eingesetzt werden. Sie unterscheiden sich von klassischen Festtreibstoffen wie Schwarzpulver nicht nur in der chemischen Zusammensetzung, sondern vor allem in ihren physikalischen Eigenschaften. Im Gegensatz zu anderen Festtreibstoffen können APCPs in Form gegossen oder modelliert/extrudiert werden, was eine deutlich bessere Wiederholgenauigkeit und geringere Varianz in der Fertigung bedeutet.

## Anwendungen
Ammoniumperchlorat-Verbundtreibstoffe gehören zu den am häufigsten eingesetzten Festtreibstoffen in Luft- und Raumfahrt. Der spezifische Impuls ist, verglichen mit anderen Raketentreibstoffen, vergleichsweise gering, jedoch sind – insbesondere im Vergleich mit flüssigen Treibstoffen – Handhabung und Verarbeitung deutlich einfacher und die Sicherheit signifikant erhöht. Viele Trägerraketen-Systeme, wie z. B. die europäische Ariane 5, die US-amerikanischen Delta IV oder Atlas V, nutzen Feststoffraketen auf Basis von APCP. Zu den populärsten Anwendungen gehören die Feststoffbooster des Space Shuttle und des Space Launch System, welches erstmals am 16. November 2022 mit der Mission Artemis 1 zum Mond gestartet ist. Aufgrund der Langzeitstabilität und Lagerfähigkeit eignen sich APCPs insbesondere für militärische Anwendungen (z. B. ballistische Raketen); aber auch für Amateur- oder High-Power-Raketen werden Verbundtreibstoffe auf Basis von Ammoniumperchlorat häufig genutzt. Weitere Anwendungsgebiete sind Kompaktraketenmotoren für Sicherheitssysteme wie z. B. Bremsraketen oder Schleudersitze.

## Zusammensetzung

### Überblick

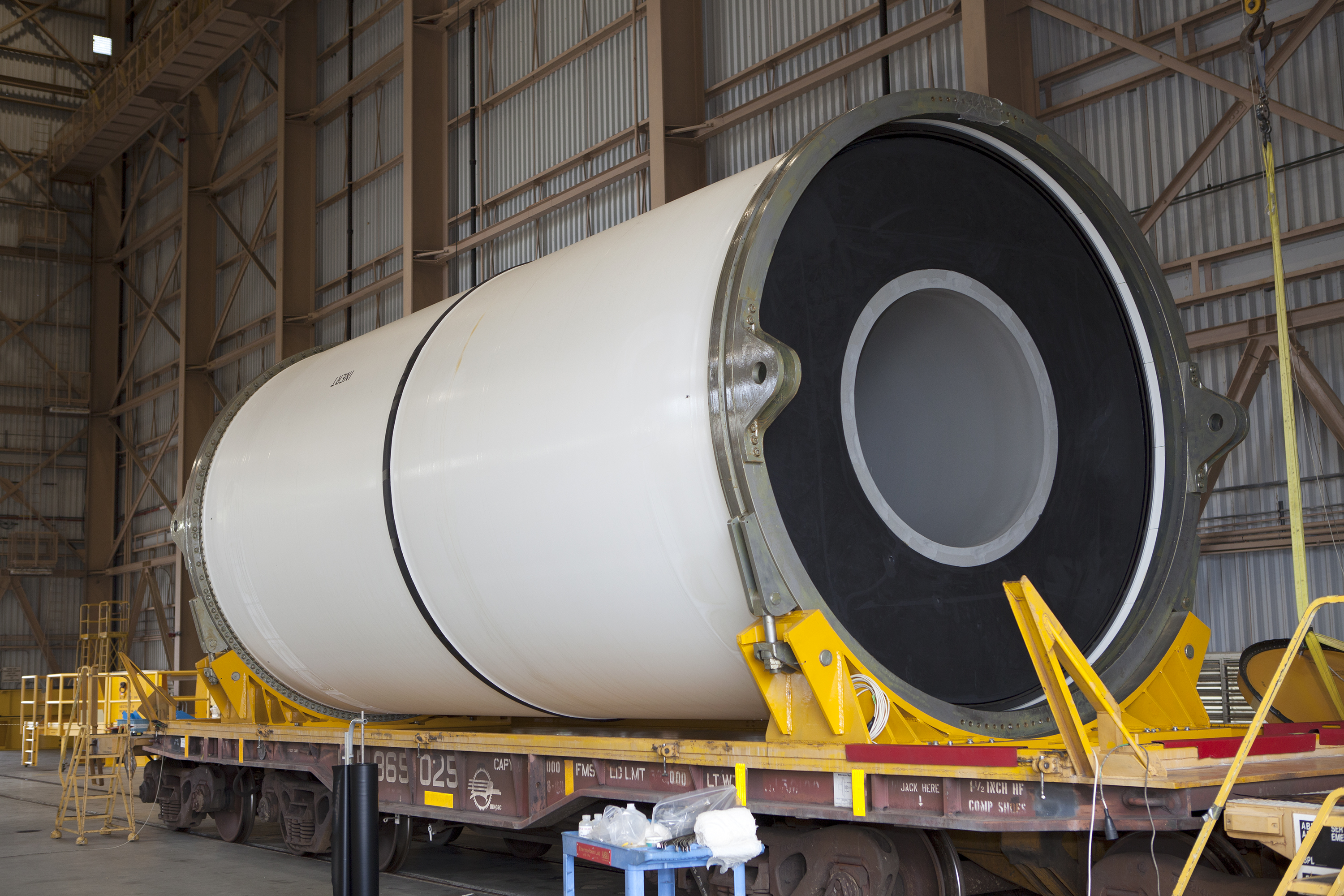
Segment eines SLS-Boosters; APCP in der Mitte (in grau), die Enden sind für einen gleichmäßigen Abbrand von innen mit einem schwarzen PBI-NBR-Gummi (Inhibitor) überdeckt

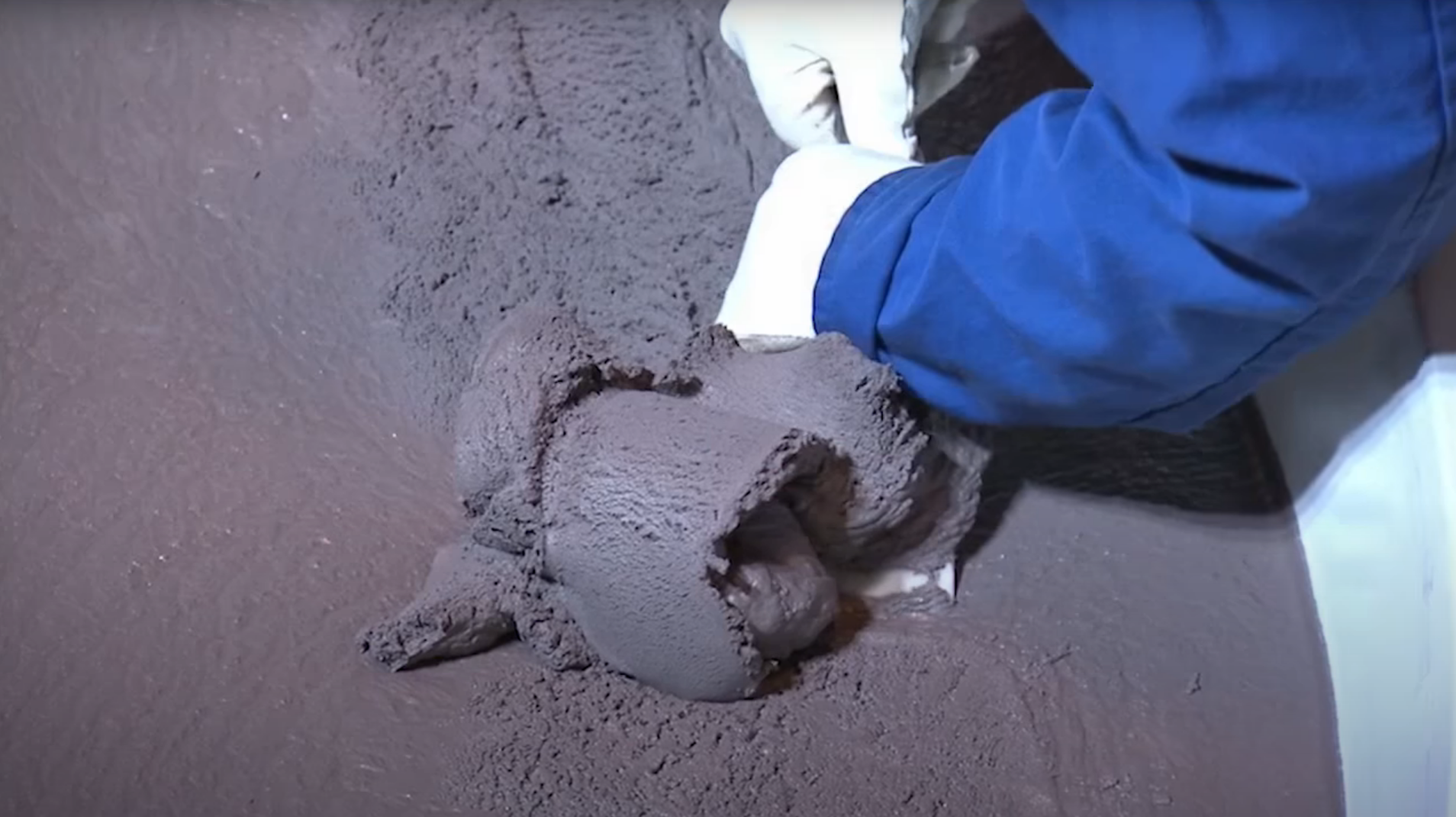
Nicht ausgehärteter APCP am Ende eines SLS-Booster-Segments wird in Form gebracht, bevor der Inhibitor aufgebracht werden kann.

APCPs sind Verbundtreibstoffe, was bedeutet, dass der Oxidator und der Treibstoff durch ein Bindemittel (in der Regel ein Kunststoff, welcher ebenfalls als Treibstoff dient) in Form eines homogenen Stoffgemenges vorliegen. Die Konsistenz entspricht häufig der eines Radiergummis a. Je nach Zusammensetzung ist die Farbe bräunlich oder grau bis schwarz.
Ammoniumperchlorat (AP), der Oxidator, zersetzt sich ab ca. 210 °C nach folgender Gleichung in einer stark exothermen Reaktion zu Chlor, Sauerstoff, Stickstoff und Wasser.
Das in der Reaktion freiwerdende Chlor und Wasser reagieren teilweise nach folgender Gleichung zu Chlorwasserstoff und hypochloriger Säure:
Die gasförmigen Reaktionsprodukte expandieren stark und sorgen für den nötigen Vortrieb.

### Metallischer Treibstoff
Um den Impuls signifikant zu steigern, werden weitere Treibstoffkomponenten beigemengt. Besonders Aluminiumpulver ist aufgrund seiner Eigenschaft, mit dem freiwerdenden Sauerstoff und Chlor zu Aluminiumoxid und Aluminiumchlorid zu reagieren, in praktisch allen modernen Rezepturen enthalten. Aluminium steigert den spezifischen Impuls um bis zu 10 % im Vergleich zu Treibstoffen ohne metallische Komponente. Zusätzlich dient Aluminium als Stabilisator für den Verbrennungsvorgang.

### Bindemittel
Da AP nicht geschmolzen werden kann, liegt es üblicherweise als kristalliner, körniger Feststoff vor. Darum ist es erforderlich, dass es mit einem Bindemittel (welches i. d. R. zugleich als Initialzünder oder Treibstoff dient) gebunden wird. Geeignete Bindemittel sind verschiedene Thermoplaste, Duroplaste, Elastomere oder Polysulfide. Da das Bindemittel oft einen signifikanten Anteil (15 bis über 80 %) des Treibstoffs ausmacht, ist der Beitrag zum Gesamtimpuls von elementarer Bedeutung.
Eine weitere wichtige Aufgabe des Bindemittels ist, den Treibstoff permanent mit dem Gehäuse des Raketenmotors zu verbinden sowie bei großen Motoren dafür zu sorgen, dass diese strukturell gestützt und nicht durch die eigene Masse (bzw. die Masse des Treibstoffs) beschädigt bzw. zerstört werden.

### Sonstige Bestandteile
Zur Steigerung des Impulses wurden in der Vergangenheit oft brisante Stoffe wie z. B. Nitramine (vorwiegend Oktogen), Nitroglycerin oder Cellulosenitrat als Bindemittel oder hochenergetischer Treibstoff eingebracht. Hierfür fand sich in den 1950er Jahren die Bezeichnung CMDB (Composite-Modified Double-Base).
Um die notwendigen Festigkeitsparameter besser steuern zu können, werden dem Bindemittel noch weitere Stoffe wie z. B. Weichmacher, Verdünnungsmittel, Füllstoffe oder Härter zugesetzt.
Als Katalysator bzw. Abbrandmodifikator kommt oft eine geringe Menge Eisenoxid oder Lithiumfluorid zum Einsatz. Industrieruß kann als Trübungsmittel eingesetzt werden, damit die freiwerdende Strahlungswärme nicht zu tief in den noch nicht abgebrannten Treibstoff eindringen kann.

## Geometrie
Vor allem bei größeren Raketenmotoren hat die Geometrie des Festbrennstoffs einen signifikanten Einfluss auf dessen Leistung und Abbrandverhalten. Die Geometrie bezieht sich hier einerseits auf die Korngröße und -form (vorrangig bezogen auf das Ammoniumperchlorat) des Treibstoffs, andererseits auf die Geometrie des gemischten und in Form gebrachten Treibstoffs (siehe auch Feststoffraketentriebwerk#Brennstoffgeometrie und Schubkraftverlauf).

### Partikelparameter
Ammoniumperchlorat wird in verschiedenen Korngrößen (zwischen 55 und 400 μm) verwendet und kann mit Calciumphosphat als Trennmittel überzogen werden. Bei Korngrößen ab 200 µm ist es möglich, diese zu trommeln, um die kantigen Kristalle abzurunden. Die Form und Partikelgröße des Ammoniumperchlorats ist dabei von kritischer Wichtigkeit für die Verarbeitung sowie das spätere Abbrandverhalten. Allgemein lässt sich sagen, dass eine kleinere Partikelgröße zu schnellerem Abbrand führt. Der Effekt ist dabei so signifikant, dass mehrere völlig unterschiedliche Treibstoffe mit derselben Zusammensetzung hergestellt werden können, wenn nur die Partikelgröße variiert wird. In der Praxis werden daher unterschiedliche Korngrößen kombiniert. Die größeren Körner werden dabei abgerundet, damit die kleineren Körner in die Zwischenräume passen. Somit kann die höchstmögliche Masse pro Volumen untergebracht werden, was zugleich den spezifischen Impuls und die mechanischen Eigenschaften verbessert.

### Struktur / Verarbeitung

#### Neutral
Ein einfacher Vollzylinder, der an einem Ende gezündet wird, zeigt z. B. ein praktisch lineares Abbrandverhalten, weil sich die Flammenfront als kreisförmiger Querschnitt des Zylinders fortbewegt.

#### Progressiv
Ein Hohlzylinder, der an einem Ende gezündet wird, zeigt ein progressives Verhalten, weil durch den ausbrennenden Hohlraum die Oberfläche der Flammenfront über die Brenndauer zunimmt.

#### Regressiv
Ein Profil in Form einer diagonalen oder kreuzförmiger Teilung zeigt ein regressives Verhalten, weil die Oberfläche der Flammenfront über die Brenndauer abnimmt.

#### Progressiv/regressiv
Ein exzentrischer, zylinderförmiger Hohlraum („Moonburn“) sorgt zuerst für eine progressive Vergrößerung der Flammenfront, bis die Gehäusewand erreicht ist – danach wird der Abbrand zunehmend regressiv.
Um das gewünschte Profil zu erreichen, kann der Verbundtreibstoff je nach Zusammensetzung und verwendetem Bindemittel unter Verwendung von duro- oder thermoplastischen Bindemitteln in eine Form geknetet bzw. direkt in den Raketenmotor gegossen und gehärtet werden.

## Beispiele
| Rakete / Booster                                                       | Hersteller              | Bezeichnung   | Oxidator                    | Bindemittel                          | Treibstoff                         | Sonstige Zusammensetzung, Anmerkungen                                                 | Isp [m/s] |
| ---------------------------------------------------------------------- | ----------------------- | ------------- | --------------------------- | ------------------------------------ | ---------------------------------- | ------------------------------------------------------------------------------------- | --------- |
| MGM-29 Sergeant                                                        | Thiokol                 |               | Ammoniumperchlorat          | Polysulfide                          |                                    |                                                                                       | 1800      |
| Polaris A1 (1. und 2. Stufe)                                           | Aerojet                 |               | Ammoniumperchlorat          | Polyurethan                          | Aluminum                           |                                                                                       | 2200–2500 |
| Polaris A2 (2. Stufe)                                                  | Hercules Powder Company |               | Ammoniumperchlorat          | Cellulosenitrat                      | Aluminium, Nitroglycerin           |                                                                                       | 2500      |
| Polaris A3 (2. Stufe)                                                  | Hercules Powder Company |               | Ammoniumperchlorat          | Cellulosenitrat                      | Aluminium, Oktogen                 |                                                                                       | 2750      |
| Minuteman I (1. Stufe)                                                 | Thiokol                 |               | Ammoniumperchlorat          | PBAA                                 | Aluminium                          |                                                                                       | 2400      |
| Minuteman I (2. Stufe)                                                 | Aerojet                 |               | Ammoniumperchlorat          | Polyurethan                          | Aluminium                          |                                                                                       | 2650      |
| Minuteman I (3. Stufe)                                                 | Hercules Powder Company |               | Ammoniumperchlorat          | Cellulosenitrat                      | Aluminium, Oktogen, Nitroglycerin, |                                                                                       | 2650      |
| UA120 (Booster der Titan III)                                          | Hercules Powder Company |               | Ammoniumperchlorat          | PBAN                                 | Aluminium                          |                                                                                       | 2600      |
| Space Transportation System (Booster)                                  | ATK Thiokol Propulsion  | TP-H1148      | Ammoniumperchlorat (69,6 %) | PBAN (12,04 %), Epoxidharz (1,96 %), | Aluminium (16 %)                   | Eisenoxid (0,4 %)                                                                     | 2400      |
| Space Launch System (Booster)                                          | Northrop Grumman        | TP-H1148 VIII |                             | PBAN                                 |                                    | Feststoffanteil: 86 %; ähnlich TP-H1148                                               |           |
| Space Launch System (Launch Abort Motor)                               | Northrop Grumman        | TP-H1264      | Ammoniumperchlorat          | HTBP                                 | Aluminium (6 %)                    |                                                                                       |           |
| Delta II („GEM 40“ Booster) Pegasus XL (2. Stufe) Taurus XL (1. Stufe) | Northrop Grumman        | QDL-1         | Ammoniumperchlorat          | HTBP                                 | Aluminium (19 %)                   |                                                                                       | 2800–2850 |
| FIM-92 Stinger (Startmotor)                                            | Aerojet Rocketdyne      |               | Ammoniumperchlorat          | PVC                                  | Aluminiumpulver                    | Diethylhexyladipat, Kupferchromit, Industrieruß                                       |           |
| FIM-92 Stinger (Flugmotor)                                             | Aerojet Rocketdyne      |               | Ammoniumperchlorat          | CTPB, Epoxidharz                     | Aluminiumpulver                    | Diethylhexyladipat, Lecithin, Eisenoxid; keine homogene Zusammensetzung (dual-thrust) |           |

## Geschichte
Im Juni 1942 erfand der Chemiker John Parsons den ersten gießbaren Verbundtreibstoff in Form von Asphalt und Kaliumperchlorat. Gegen Ende der 1940er Jahre löste Ammoniumperchlorat zunehmend das vorherrschende Kaliumperchlorat als Oxidator in Verbundtreibstoffen ab.
Bis Anfang der 1950er Jahre wurde Polymethylmethacrylat („Aeroplex“, vergleiche Plexiglas) als Bindemittel eingesetzt, dies hatte jedoch die negative Eigenschaft, dass es sich nicht ausreichend mit dem Gehäuse des Raketenmotors verbinden ließ. Es wurde daher durch auf Polyurethanen (PU) und Polybutadien (PB) basierte Bindemittel ersetzt. 1954 wurde von Forschern bei Thiokol (heute Teil von Northrop Grumman Space Systems) mit Polybutadien-Acrylsäure (PBAA) ein geeignetes Copolymer entdeckt, welches PU ersetzen konnte, im selben Jahr wurde diese Formulierung durch Polybutadien-Acrylnitril (PBAN) ersetzt.
Im Jahr 1955 fanden Keith Rumbel und Charles Henderson heraus, dass das Hinzufügen von größeren Teilen Aluminium eine signifikante Erhöhung des spezifischen Impulses zur Folge hat. In ihrem Versuch mischten sie 21 % Aluminium zu 59 % AP und 20 % PVC. Sie widerlegten damit die bis dahin vorherrschende Meinung, dass ein Aluminiumanteil von etwas über 5 % (Masse) das Maximum wäre. Die Ergebnisse wurden Anfang 1956 von Aerojet verifiziert, was letztlich großen Einfluss auf die Weiterentwicklung von Feststoffraketenmotoren hatte, die später bei der Titan III oder dem Space Transportation System zum Einsatz kamen.
Das in den späten 1950er Jahren entwickelte Carboxyl-terminierte Polybutadien (CTPB), welches im Vergleich zu PBAN bessere mechanische Eigenschaften und einen höheren Impuls erzielte, fand aufgrund der signifikant höheren Kosten kaum Verbreitung. 1961 wurde die Entwicklung an Hydroxyl-terminiertem Polybutadien (HTPB) begonnen. Der Vorschlag an die NASA 1969, es zu verwenden, resultierte in den Höhenforschungsraketen Astrobee D und F, die HTPB als Bindemittel nutzen. Weil aber auch HTPB teurer und teilweise schwieriger in der Verarbeitung ist als PBAN, ist Letzteres das verwendete Bindemittel für die meisten Treibstoffe.
Auch zu Beginn des 21. Jahrhunderts sind APCPs der de facto Standard für Festtreibstoffe, jedoch verlagert sich seit den 2010er Jahren die Forschung zunehmend auf ADN/GAP-Treibstoffe. Hier wird bei annähernd vergleichbaren Leistungsdaten auf das chlorhaltige Ammoniumperchlorat als Oxidator verzichtet.

## Toxizität und Schadwirkung
Beim Abbrand werden große Mengen an Chlorwasserstoff freigesetzt, die besonders unter atmosphärischen Bedingungen mit hoher Luftfeuchtigkeit in der Bildung eines Salzsäure-Nebels resultieren. Zudem sind die Abgase von APCP-Motoren stark korrosiv für viele Materialien. Beryllium als metallische Treibstoffkomponente bietet mitunter den höchsten spezifischen Impuls, jedoch sind die Verbrennungsprodukte stark toxisch.
Abhängig vom Bindemittel ist auch die Verarbeitung teils stark gesundheitsgefährdend. Besonders der Einsatz von HTPB erfordert giftige Isocyanate als Härter. Dioctyladipat dient als Weichmacher, um die Gießeigenschaften zu verbessern.
In militärischen Anwendungen kommen unter anderem auch Stoffe zum Einsatz, die zu einer saubereren Verbrennung mit einem weitgehend unsichtbaren Abgasstrahl führen („minimum signature propellant“). Hierzu werden vor allem stickstoffreiche Verbindungen wie z. B. Ammoniumdinitramid (ADN) hinzugefügt. Die Abwesenheit von Halogenen erschwert das Aufspüren des Abgasstrahls per Radar, der positive Nebeneffekt ist eine Verringerung des Ausstoßes an Chlorwasserstoff. Zur Verringerung des Ausstoßes kann z. B. Natriumnitrat eingesetzt werden, welches mit einem Großteil des Chlorwasserstoffs bereits im Motor zu Natriumchlorid reagiert. Eine maximale Reduktion der Chloremissionen kann nur durch den vollständigen Verzicht auf Ammoniumperchlorat erreicht werden, weswegen sich die Forschung bei Verbundtreibstoffen zunehmend auf ADN/GAP-Treibstoffe verlagert.